# 日托米爾站 (基輔地鐵)
日托米爾站（羅馬化：Zhytomyrska,  （ⓘ））是基輔地鐵斯維亞托申-布羅瓦雷線的一個車站，開通於2003年5月24日。車站的設計者是V.Gnevyshev，T.Tselikovskaya和N.Aleshkin。站名取自於烏克蘭城市日托米爾。

## 外部連結
- （俄文） Metropoliten.kiev.ua – Station description
- （俄文） Mirmetro.net （页面存档备份，存于） - Station at "Metroworld" page
- （捷克文） Metro.zarohem.cz – Photo gallery